# Kevin Parzajuk
Kevin Daniel Parzajuk Rodríguez (ur. 9 sierpnia 2002 we Framie) – paragwajski piłkarz polskiego pochodzenia, występujący na pozycji napastnika w paragwajskim klubie Club Olimpia, reprezentant Paragwaju U23, olimpijczyk z Paryża 2024.

## Kariera

### Kariera reprezentacyjna
W reprezentacji Paragwaju U-23 gra od 2023. Z reprezentacją olimpijską wziął udział w Igrzyskach Olimpijskich w Paryżu w 2024.

### Kariera klubowa
Do 2020 grał w juniorskiej drużynie Club Olimpia. Od 22 września 2020 do 30 czerwca 2021 był na wypożyczeniu we włoskiej Brescia Calcio U19. Następnie powrócił do swojego klubu, gdzie grał w kategorii U23 do 30 czerwca 2023, gdy został zawodnikiem seniorskiej drużyny Club Olimpia. Od 1 lipca do 31 grudnia 2023 był na wypożyczeniu w Guaireña F.C. w drugiej lidzie paragwajskiej. Od 2024 gra w Clubie Olimpia w pierwszej lidzie paragwajskiej.

## Życie prywatne
Urodził się w rodzinie polskiego pochodzenia w miejscowości Fram, zamieszkanej m.in. przez emigrantów z Polski. Posiada obywatelstwa paragwajskie i polskie.